# Cenon-sur-Vienne
Cenon-sur-Vienne is een gemeente in het Franse departement Vienne (regio Nouvelle-Aquitaine) en telt 1737 inwoners (2019). De plaats maakt deel uit van het arrondissement Châtellerault.
De archeologisch site van Vieux-Poitiers ligt in de gemeente. Briva (later: Vetus Pictavis) was een Gallo-Romeinse nederzetting die lag aan de Romeinse heerbaan die liep van Poitiers naar Tours. Hier stond een theater met een doorsnede van 116 meter waarin tot 10.000 toeschouwers konden plaatsnemen.

## Geografie
De oppervlakte van Cenon-sur-Vienne bedraagt 8,6 km², de bevolkingsdichtheid is 202 inwoners per km². De gemeente ligt aan de samenvloeiing van de Clain met de Vienne.
De onderstaande kaart toont de ligging van Cenon-sur-Vienne met de belangrijkste infrastructuur en aangrenzende gemeenten.

## Demografie
Onderstaande figuur toont het verloop van het inwonertal (bron: INSEE-tellingen).